# Argawana
Argawana is een bestuurslaag in het regentschap Serang van de provincie Banten, Indonesië. Argawana telt 6310 inwoners (volkstelling 2010).